# ダニカ・マッケラー
ダニカ・マッケラー（Danica McKellar, 1975年1月3日 - ）は、アメリカ合衆国の女優・声優・脚本家・プロデューサー。カリフォルニア州出身。

## 来歴
カリフォルニア州サンディエゴの郊外に生まれ、8歳の時にロサンゼルスへ引っ越す。母親の持っていたダンススタジオで演技を始め、テレビコマーシャルなどで子役としてテレビへ出始める。その後、オムニバスドラマの『トワイライト・ゾーン』の脇役として出演。青春ドラマ『素晴らしき日々』でフレッド・サベージ演じるケヴィンの恋人役であるウィニー・クーパー役は彼女の知名度を一気に上げた。
同シリーズの放送終了後はUCLAを首席で卒業。数学の学士号も取得したため、数学者としての顔も持っている。その知識を活かして、数学関連の本も出版した。しかし女優としての活動は辞めておらず、今も尚多くのテレビドラマなどに出演している。また声優としても活動しており、ビデオゲーム版の「X-Men」ではジュビリーの声を担当している。英語版の『鬼武者』でも声優として参加した。
また女優としての活動の他にも、自身の脚本を元に短編映画をいくつか監督している。家系はスコットランド系とアルゼンチン系の血を引いており、妹のクリスタル・マッケラーも同じく女優である。『素晴らしき日々』にはダニカの姉妹役ではなく、主人公ケビン・アーノルドが通う中学校のお喋りな女生徒役で数エピソード出演している。
2009年に作曲家のマイク・ヴァータと結婚。後に一人息子ももうけている。しかし3年後の2012年、離婚を申請したが、2014年に弁護士のスコット・スヴェスロスキーと再婚した。

## 出演作品

### テレビドラマ
- トワイライトゾーン Twilight Zone (1985・1987)
- 素晴らしき日々 The Wonder Years (1988-1993)
- バビロン5 Babylon 5 (1994)
- 炎のテキサス・レンジャー Walker, Texas Ranger (1994)
- ザ・ホワイトハウス The West Wing (2002-2003)
- NYPDブルー NYPD Blue (2005)
- ママと恋に落ちるまで How I Met Your Mother (2005)
- ビッグバン★セオリー/ギークなボクらの恋愛法則 The Big Bang Theory（2010）シーズン3 #12

### テレビアニメ
- ジャスティス・リーグ Justice League (2002)
- キング・オブ・ザ・ヒル King of the Hill (2004)
- スクービー・ドゥー Scooby-Doo! Abracadabra-Doo (2010)
- ヤング・ジャスティス Young Justice (2011)

### ゲーム
- X-Men Legends (2004)
- 鬼武者

## トリビア
カリフォルニア大学ロサンゼルス校で数学を専攻していたため、彼女のエルデシュ数は4でベーコン数は2である。エルデシュ数#エルデシュ・ベーコン数参照。